# Мурадян, Мурад Бахтибекович
Мура́д Бахтибе́кович Мурадя́н — Чрезвычайный и Полномочный Посол Республики Армения в Ираке.

## Биография
Родился 15 июня 1962 года в селе Тазагюх (с 2009 г. переименовано в село Цовасар) Мартунинского района Армянской ССР. Отец был управляющим местной пекарни, мать — домохозяйкой. Старший брат — Арутюн Бахтибекович Мурадян (р. 1953).
В 1979 г. окончил общеобразовательную школу в с. Тазагюх.
В 1981—1986 годах — получил высшее образование на экономическом факультете Государственного аграрного университета Армении.
В 1986—1988 годах — главный экономист совхоза в Армении.
В 1988—1991 годах — обучение в аспирантуре Московской сельскохозяйственной академии им. К. А. Тимирязева.
В 1992 защитил диссертацию по экономике, кандидат экономических наук. С 2006 года — докторант экономического факультета МГУ. Автор ряда научных публикаций по вопросам экономики. Женат, отец четверых детей.
В 1992 году совместно с братьями учредил и возглавил московскую компанию «БАМО».
7 сентября 2010 г. Президент Армении Серж Саргсян подписал указ о назначении Мурадяна Мурада Бахтибековича Чрезвычайным и Полномочным послом Республики Армения в Багдаде (Ирак).

### Награды и премии
- знак «Почётный строитель России» (1999) — за значительный вклад в развитие отрасли;
- Национальная премия «Культурное наследие» (2009) — за большой вклад, сохранение, возрождение и популяризацию памятников гражданского и культового зодчества России (реставрация Юсуповского дворца в центре Москвы).